# مومیجی (نینجا گایدن)
مومیجی (به ژاپنی: 紅葉) (به معنای رنگ برگ پاییزی) یک شخصیت ساختگی در مجموعه بازی‌های ویدئویی نینجا گایدن از شرکت تیم نینجا و کویی تکمو است. او یک نینجای دوشیزه معبد است و شاگرد و هم تیمی شخصیت اصلی این سری بازی، ریو هایابوسا محسوب می‌شود، که برای نخستین بار به عنوان شخصیت مکمل و قابل کنترل در نسخهٔ نینجا گایدن: شمشیر اژدها (۲۰۰۸) معرفی شد. مومیجی سپس در عناوین نینجا گایدن سیگما ۲ (شامل نسخه سازگار شده پلاس برای کنسول دستی پلی‌استیشن ویتا)، نینجا گایدن ۳: لبهٔ تیغ، مرده یا زنده ۵ آلتیمیت/راند آخر، مرده یا زنده ۶، جنگاوران اوروچی ۳، و مرده یا زنده ایکس‌تریم ۳ حضور پیدا کرد. صداپیشه این شخصیت در اکثر نسخه‌های ژاپنی یوکو میناگوچی و در نسخه‌های انگلیسی کیت هیگینس است. شخصیت مومیجی به‌طور کلی با واکنش‌های مثبتی از سوی طرفداران و منتقدان بازی همراه بوده‌است.